# 河部五郎
河部 五郎（かわべ ごろう、1888年7月5日 - 1976年8月31日）は、日本の俳優である。本名は大黒 吉次郎（だいこく きちじろう）。昭和初期の日活映画で活躍したスター俳優である。

## 来歴・人物

### 誕生・舞台俳優として
1888年（明治21年）7月5日、大阪府大阪市に生まれる。生後まもなく大阪府堺市に移り、生家は樽屋を経営していた。
小学生時代からチャンバラごっこの餓鬼大将であったが、物心が付くと大変な芝居狂となり、1902年（明治35年）、母親の意見も耳を貸さずに4代目市川市蔵（1868年 - 1944年）の弟子となる。やがて秋川圭之助の成美団、次いで山田九州男一座に加入。その後、新派に疑問を感じると新時代劇の自然座を結成し、更に新声劇、河部五郎一座、国精劇などで各地を巡業する。そんな中、その舞台に注目していたのが当時の日活副社長であった横田永之助（1872年 - 1943年）と同社の重役スターだった尾上松之助（1875年 - 1926年）である。二人は松之助の後継者として河部を白羽の矢を立てたのであった。

### 時代劇のスターに
1925年（大正14年）8月15日、38歳の時に長年の舞台生活に別れを告げ、日活大将軍撮影所に入社。その日はちょうど阪東妻三郎（1901年 - 1953年）が阪東妻三郎プロダクションを結成し、市川百々之助（1906年 - 1978年）が帝国キネマの花形として台頭していた頃であった。そして同年10月、築山光吉監督映画『義刃』で主演デビューを果たす。次いで、松之助1000本記念の超大作である池田富保監督映画『荒木又右衛門』に敵・河部又五郎役で助演。以後、多数の映画で主演を務めるが、時に検閲不許可で封切りが遅れる事があり、滑り出しは必ずしも順調では無かった。
1926年（大正15年）、高橋寿康監督映画『修羅八荒』に浅香恵之助役で主演し、江戸節お駒役の酒井米子（1898年 - 1958年）と敵・陣場弥十郎役の尾上多見太郎（1892年 - 1940年代）と共に爆発的な人気を集める。この作品は日活、マキノ・プロダクション、松竹が競作合戦を展開していたが、特に日活は好調で全六篇まで製作した。以後、同社で『地雷火組』『砂絵呪縛』『江戸三国志』『維新の京洛』等の娯楽作品が続いたが、同年、伊藤大輔監督映画『下郎』に主演する。この作品は封建的な階級制度を批判して傾向映画の先駆となった問題作であり、キネマ旬報ベストテンで第9位にランクインする。その後、松之助が死去し、大河内傳次郎、市川右太衛門、片岡千恵蔵、嵐長三郎（後の嵐寛寿郎）、林長二郎（後の長谷川一夫）ら剣戟スターが続々と現れ、更に激しく華麗な鍔迫り合いが演じられた。

### 突然の退社・実演生活
1929年（昭和4年）、河部は日活を突然退社。実演に転向したのである。一部の世間では「大河内との競争に敗れたのだ」という噂さえ流れていた。1931年（昭和6年）6月、日活に復帰するが、最早往年の力は見られなかった。
1932年（昭和7年）、東活映画社に移り数本の作品に主演したが、同年退社。再び河部五郎一座を結成して舞台で活躍するようになる。1937年（昭和12年）、再び日活に入社するも、主演は一切演じずに片岡や阪東らの主演映画で助演をするに留まった。1941年（昭和16年）、再び日活を退社し、再び酒井と一座を結成して各地を巡業する。また、戦時中は大阪府高槻市に疎開していた。

### 戦後
戦後、ファンの好意で京都府右京区嵯峨天竜寺瀬戸川町へ移り、割烹旅館「かわべ」を経営していたが、1952年（昭和27年）、萩原遼監督映画『喧嘩笠』の出演がきっかけで再び映画界に戻る。以後も、東映の時代劇を中心に、悪役または脇役として300本近い作品に出演した。その後、新丸太町通りの開通に伴い敷地が削られたのを機に、旅館を閉鎖。残った敷地に隠居所を建設して、リウマチを患う河部の妻・みつを看病しながら晩年を過ごした。付近にはかつての好敵手である大河内の別荘大河内山荘があったという。
1976年（昭和51年）8月31日、心不全のため死去した。満88歳没。1977年（昭和52年）12月31日には、河部の妻・みつも老衰のため満88歳で死去している。河部の死後、ファンの弔問が相次ぎ、また全国各地からおびただしい哀悼の手紙が寄せられたという。

## フィルモグラフィ
- 義刃（1925年、日活大将軍）
- 荒木又右衛門（1925年、日活大将軍） - 河合又五郎
- 愛国の血刃（1925年、日活大将軍） - 瀬川良作
- 祐天吉松（1925年、日活大将軍）
- 丸橋忠弥（1925年、日活大将軍）
- 剣は怒る（1926年、日活大将軍） - 弟新三郎
- 修羅八荒（1926年、日活大将軍） - 浅香恵之助
- 梁川庄八（1926年、日活大将軍）
- 実録忠臣蔵天の巻・地の巻・人の巻（1926年、日活大将軍） - 小林平八郎
- 和泉屋次郎吉（1926年、日活大将軍）
- 義に鳴る虎徹（1926年、日活大将軍） - 近藤勇
- 月形半平太（1926年、日活大将軍） - 月形半平太
- 水戸黄門（1926年、日活大将軍） - 佐々木助三郎
- 照る日くもる日（1926年、日活大将軍） - 白雲堂
- 修羅王（1926年、日活大将軍） - 山縣龍次郎
- 鬼傑の叫び（1927年、日活大将軍）
- 大久保彦左衛門（1927年、日活大将軍） - 近藤登之助
- 地雷火組（1927年、日活大将軍） - 桂小五郎
- 増補改訂忠臣蔵 天の巻・地の巻・人の巻（1927年、日活大将軍） - 小林平八郎
- 砂絵呪縛（1927年、日活大将軍） - 勝浦孫之丞
- 下郎（1927年、日活大将軍） - 下郎格平
- 弥次㐂多シリーズ（1927年、日活太秦） - 弥次
- 妙法院勘八（1927年、日活太秦） - 妙法院勘八
- 江戸三国志（1928年、日活太秦） - 日本左衛門
- 続水戸黄門（1928年、日活太秦） - 佐々木助三郎
- 清水次郎長（1928年、日活太秦）
- 維新の京洛 竜の巻 虎の巻（1928年、日活太秦） - 桂小五郎
- 原田甲斐（1929年、日活太秦） - 原田甲斐
- 赤垣源蔵（1929年、日活太秦） - 赤垣源蔵
- 八百蔵吉（1929年、日活太秦） - 八百蔵吉五郎、市川八百蔵
- 英傑秀吉（1929年、日活太秦） - 羽柴秀吉
- 浪人の群（1931年、日活太秦） - 浪人細川
- 放浪一徹男（1932年、日活太秦）
- ささらぎ九平（1932年、東活） - 三浦九平
- 妙法院勘八（1932年、東活） - 妙法院勘八
- 三千世界膝栗毛 へそ取り返上の巻（1932年、東活） - 弥次郎兵衛、殿様
- 浅野内匠頭（1937年、千恵プロ） - 片岡源五右衛門
- 宮本武蔵 地の巻（1937年、日活京都） - 沢庵和尚
- 松五郎乱れ星（1937年、千恵プロ） - 伊勢屋伊左衛門
- 恋山彦（1937年、日活京都） - 柳沢吉保
- 怪談牡丹燈籠（1937年、日活京都） - 黒川剛蔵
- 変化若衆髷（1937年、日活京都） - 上沢次郎大夫
- 水戸黄門廻国記（1937年、日活京都） - 高倉将監
- 国定忠次（1937年、日活京都） - 日光の円蔵
- 自来也（1937年、日活京都） - 佐久間正盛
- 白浪五人男（1938年、日活京都） - 松平伊勢守
- 松平外記（1938年、日活京都） - 牧野大隅守
- 加賀百万石（1938年、日活京都）
- 鞍馬天狗 角兵衛獅子の巻（1938年、日活京都） - 近藤勇
- 忠臣蔵（1938年、日活京都） - 柳沢出羽守、寺坂吉右衛門
- 巨猫伝（1938年、日活京都） - 医者玄宗
- 忠次子守唄（1938年、日活京都） - 日光円蔵
- 出世太閤記（1938年、日活京都） - 斎藤龍興
- 髑髏銭（1938年、日活京都） - 柳沢出羽守
- 続水戸黄門廻回記（1938年、日活京都） - 喜田西右衛門
- 弥次㐂夛道中記（1938年、日活京都） - 村雨藤五郎
- 魔像（1938年、日活京都） - 大岡越前守
- 右門捕物帖 拾万両秘聞（1939年、日活京都） - 座頭重兵衛
- 長八郎絵巻（1939年、日活京都） - 谷ツ山
- 三代目親分（1939年、日活京都） - 小諸の五右衛門
- 王政復古（1939年、日活京都）
- 鞍馬天狗 江戸日記（1939年、日活京都） - 根岸丹後守
- 清水港（1939年、日活京都） - 大政
- 牢獄の花嫁（1939年、日活京都） - 榊原主計頭
- 三味線武士（1939年、日活京都） - 津軽越中守
- 右門捕物帖 金目の鬼（1940年、日活京都） - 松平伊豆守
- 宮本武蔵（1940年、日活京都） - 北条安房守
- 大楠公（1940年、日活京都） - 南江備前守正忠
- 主従無上（1940年、日活京都） - 池田出羽守
- 織田信長（1940年、日活京都） - 織田造酒之丞
- 伊達大評定（1941年、日活京都） - 片倉小十郎
- 天兵童子（1941年、日活京都） - 広幡中納言
- 英雄峠（1941年、日活京都） - 黒川備中守
- 江戸最後の日（1941年、日活京都） - 向山隼人
- 宮本武蔵 一乗寺決闘（1942年、日活京都） - 沢庵
- 近藤勇 池田屋騒動（1953年、東映） - 泉州屋主人
- 大菩薩峠 第二部（1953年、東映） - 植田丹後守
- 真田十勇士（1954年、東映） - 本多佐渡守
- 笛吹童子 第一部 どくろの旗（1954年、東映） - 丹羽修理亮
- 鳴門秘帖（1954年、東映） - 家老小森静之進
- 唄ごよみいろは若衆（1954年、東映） - 稲葉弥左衛門
- 旗本退屈男 謎の百万両（1954年、東映） - 松平老中
- 血ざくら判官（1954年、東映） - 遠山左衛門
- 水戸黄門漫遊記 闘犬崎の逆襲（1954年、東映） - 山内土佐守豊茂
- 飛龍無双（1955年、東映） - 三井秋風
- 彦佐と太助 俺は天下の御意見番（1955年、東映） - 水野十郎左衛門
- 彦佐と太助 殴り込み吉田御殿（1955年、東映） - 老中
- 喧嘩奉行（1955年、東映） - 矢部左近将監
- 水戸黄門漫遊記 火牛坂の悪鬼（1955年、東映） - 家老赤戸九郎太夫
- 源義経（1955年、東映） - 常陸坊海尊
- 荒獅子判官（1955年、東映） - 遠山景晋
- 水戸黄門漫遊記 幽霊城の佝僂男（1955年、東映） - 片倉小十郎
- 赤穂浪士 天の巻・地の巻（1956年、東映） - 権太夫
- 長脇差奉行（1956年、東映） - 日光の円蔵
- 逆襲獄門岩（1956年、東映） - 大場主膳
- 水戸黄門（1957年、東映） - 阿部豊後守
- はやぶさ奉行（1957年、東映） - 大工の老父
- 火の玉奉行（1958年、東映） - 跡部山城守
- 少年猿飛佐助（1958年、東映） - 真田昌幸